# Kapitanie kolonialnej Brazylii

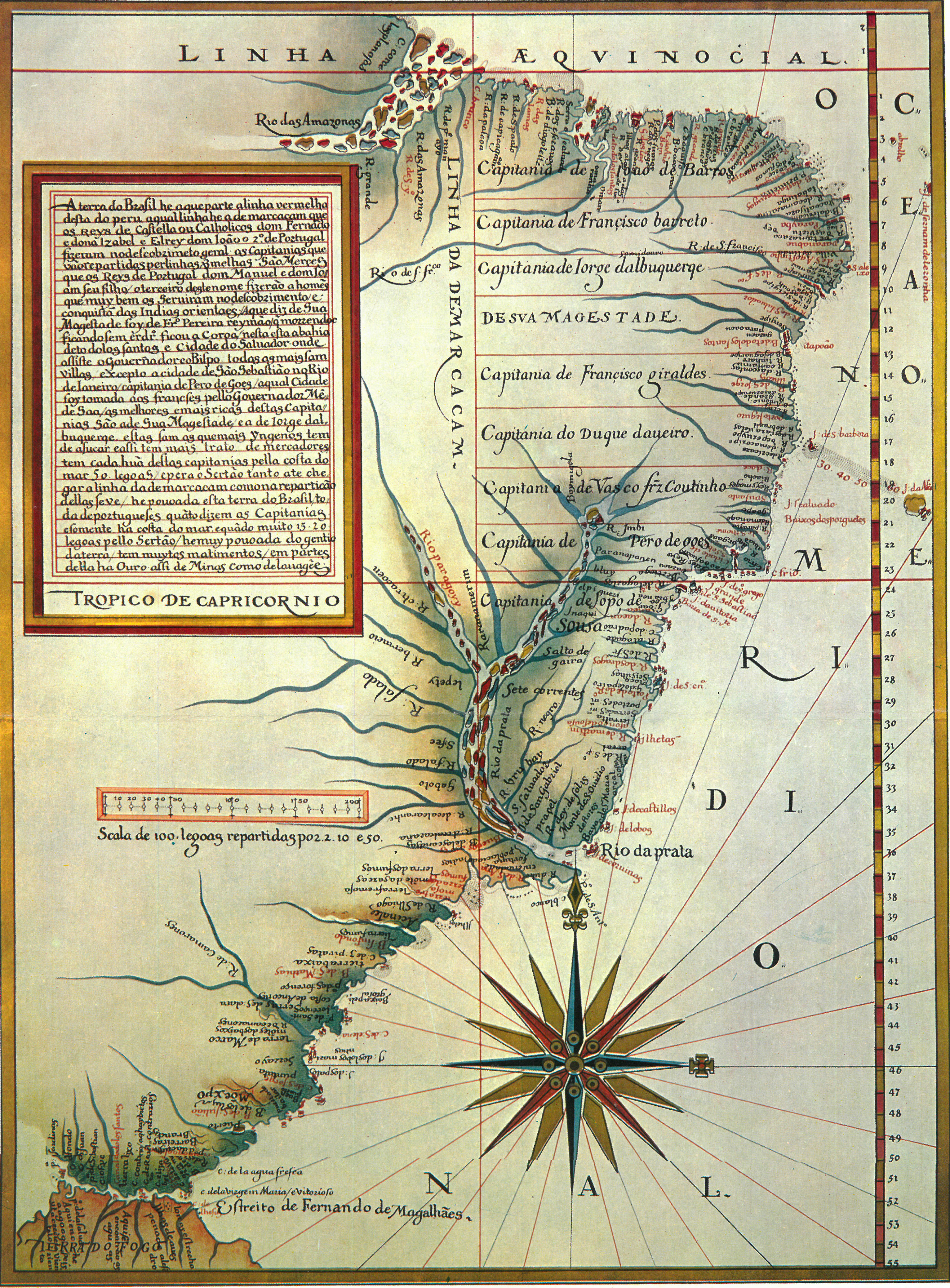
Mapa administracyjnego podziału portugalskiej Ameryki (kapitanii) sporządzona przez Luísa Teixeira w 1574

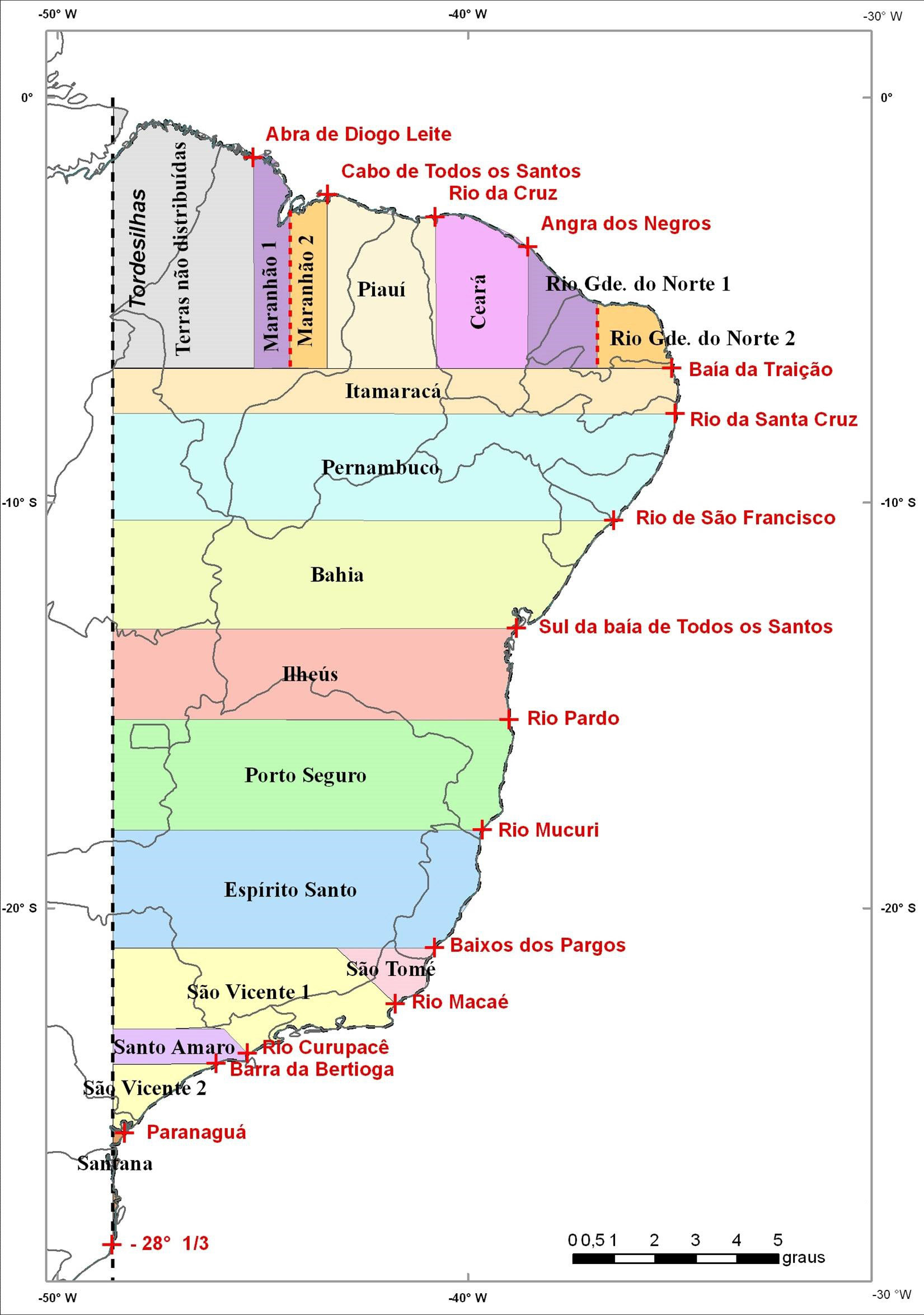
Kapitanie kolonialnej Brazylii (1534)

Kapitanie kolonialnej Brazylii (port. Capitanias do Brasil) – jednostki podziału terytorialnego portugalskiej Ameryki, mające formę przyznawanego przez władców Portugalii dziedzicznego nadania. Taki sposób wczesnej kolonizacji (XVI wiek) pozwalał na przeniesienie obowiązku organizacji zwartego osadnictwa na dysponujące kapitałem osoby prywatne, czerpiące z tego tytułu określone dochody.

## Pierwsza faza kolonizacji
Początkowo odkryte 22 kwietnia 1500 amerykańskie terytoria nie cieszyły się wielkim zainteresowaniem portugalskiej korony. Na przełomie XV i XVI wieku swoje wysiłki koncentrowała ona raczej na nowych, zyskownych szlakach pozwalających na bezpośredni handel korzenny z Indiami, dlatego też eksploatację terenów brazylijskich (wtedy jeszcze znanych jako Vera Cruz) powierzono prywatnym kompaniom. Handlowały one w głównie brezylką (stąd Brazylia), czyli drewnem z którego pozyskiwano czerwony barwnik, wykorzystywany w Europie w przemyśle tkackim.
Jednak już w 1506 przywrócono nad tymi terenami bezpośrednią zwierzchność Lizbony, a w celu ich komercyjnej eksploatacji posłużono się sprawdzonym wcześniej w Afryce rozwiązaniem. Polegało ono na zainstalowaniu u wybrzeży Ameryki szeregu kupieckich faktorii pośredniczących w handlu pomiędzy tubylcami a licencjonowanymi statkami kupieckimi. Bardzo szybko do handlu włączyli się jednak Francuzi, którzy skutecznie złamali portugalski monopol. Nie tylko pozbawiało to królewski skarb dochodów, ale również obniżyło wartość rynkową samej brezylki, której zwiększona podaż wpłynęła na ceny.
Na akcje patrolowe (ściganie i niszczenie francuskich okrętów) zareagował król Francji kwestionując prawo Portugalczyków do handlowej wyłączności. Wykorzystał do tego celu powracające do łask prawo rzymskie, a jego juryści wykazali, że francuscy kupcy mogą swobodnie handlować z każdym terytorium, które nie jest efektywnie skolonizowane (koncepcja „efektywnego posiadania” wynikała z prawa narodów łac. ius gentium). Portugalczycy opierający swe roszczenia o kanoniczne przyzwolenie papieża (reprezentującego domniemaną boską jurysdykcję nad światem) uświadomili sobie łatwość podważenia ich praw do amerykańskiego terytorium.

## Utworzenie kapitanii
Nowo odkryte zagrożenie wymusiło całkowitą zmianę dotychczasowej polityki. Za radą królewskiego doradcy Diogo de Gouveia (będącego jednocześnie przełożonym Kolegium Sainte-Barbe na Uniwersytecie Paryskim) chwilowo zrezygnowano z prób powstrzymywania Francuzów na morzu. Odpowiedzią na kontrabandę miało być zakładanie na brazylijskim lądzie miast, które docelowo zdominowałyby wymianę z tubylcami. Ta działalność spełniałaby także warunki „efektywnego posiadania” i rozwiązywała problem integralności imperium przynajmniej od strony prawnej. Ze względu na fakt, iż obciążony skarb nie był w stanie sam sfinansować takiego przedsięwzięcia, zadanie to powierzono osobom prywatnym, a ponieważ Brazylia okazała się idealna do uprawy trzciny cukrowej, rosnące zapotrzebowanie na cukier mogło czynić to przedsięwzięcie opłacalnym.
W 1534 amerykańskie posiadłości podzielono na czternaście zorientowanych równoleżnikowo kapitanii (król pozostawił sobie wydzielony i zarządzany bezpośrednio z Lizbony teren). Każda z nich miała własny dostęp do wybrzeża, a ich sięgające w głąb interioru granice dzieliły portugalską kolonię na w miarę równe pasy (granice stanowiły rzeki). Donacja została przekazana dwunastu kapitanom, z których co ciekawe żaden nie był wysokiego urodzenia. Uznano bowiem, że aby przedsięwzięcie miało szansę powodzenia potrzebna jest spora doza determinacji i skłonności do ryzyka, czyli coś czego zdaniem monarchy dziedziczna arystokracja nie posiadała.
Dwunastu obdarowanym (donatário) przekazano czternaście kapitanii w piętnastu częściach (jedna z kapitanii podzielona była na dwie części, a dwie osoby otrzymały po dwa nadziały). Znaleźli się wśród nich dwaj sprawdzeni na Dalekim Wschodzie najemnicy (Duarte Coelho i Francisco Coutinho), kilku urzędników i renesansowy humanista Joao de Barros. Atutem wszystkich było wykształcenie przy czym ośmiu miało dodatkowo doświadczenie żeglarskie, a czterech było w Ameryce już wcześniej. Nie bez znaczenia pozostawała również bliska znajomość obdarowanych z ministrem finansów Antonio de Ataide.

## Status prawny kapitanii
Instytucja kapitanii zaadaptowana została z charakterystycznej dla późnego średniowiecza donacji i dostosowana do nowych potrzeb. W sensie prawnym ziemie pod bezpośrednim zwierzchnictwem korony stawały się dziedziczną domeną (senhorio), w której królewskie prawa były odtąd ograniczone do określonych atrybutów. W praktyce kapitan działał jako reprezentant monarchy (łac. locum tenens) i posiadał nad mieszkańcami kapitanii określony w akcie nadania zakres królewskiej jurysdykcji. W jej skład wchodziło prawo do swobodnego obsadzania miejscowych urzędów i rozstrzygania spraw kryminalnych (z pewnymi wyjątkami), kapitan mógł również zakładać miasta i nadzorować wybory ich przedstawicieli.
W zamian obdarowywany był na własność sporą częścią ziemi (reszta przeznaczona była dla kolonistów), prawem do czerpania dochodów z rafinerii trzciny cukrowej, przynależała mu również większość podatków, która w normalnej sytuacji przypadłaby skarbowi. Król zachowywał monopol na handel brezylką, prawo do podatku od wszystkich wydobytych minerałów oraz wyznaczania urzędnika dbającego o interesy korony. Kapitanie otwarte były na swobodną wymianę zewnętrzną, jednak tylko kapitanowi i kolonistom wolno było handlować z tubylcami.

## Zasiedlenie

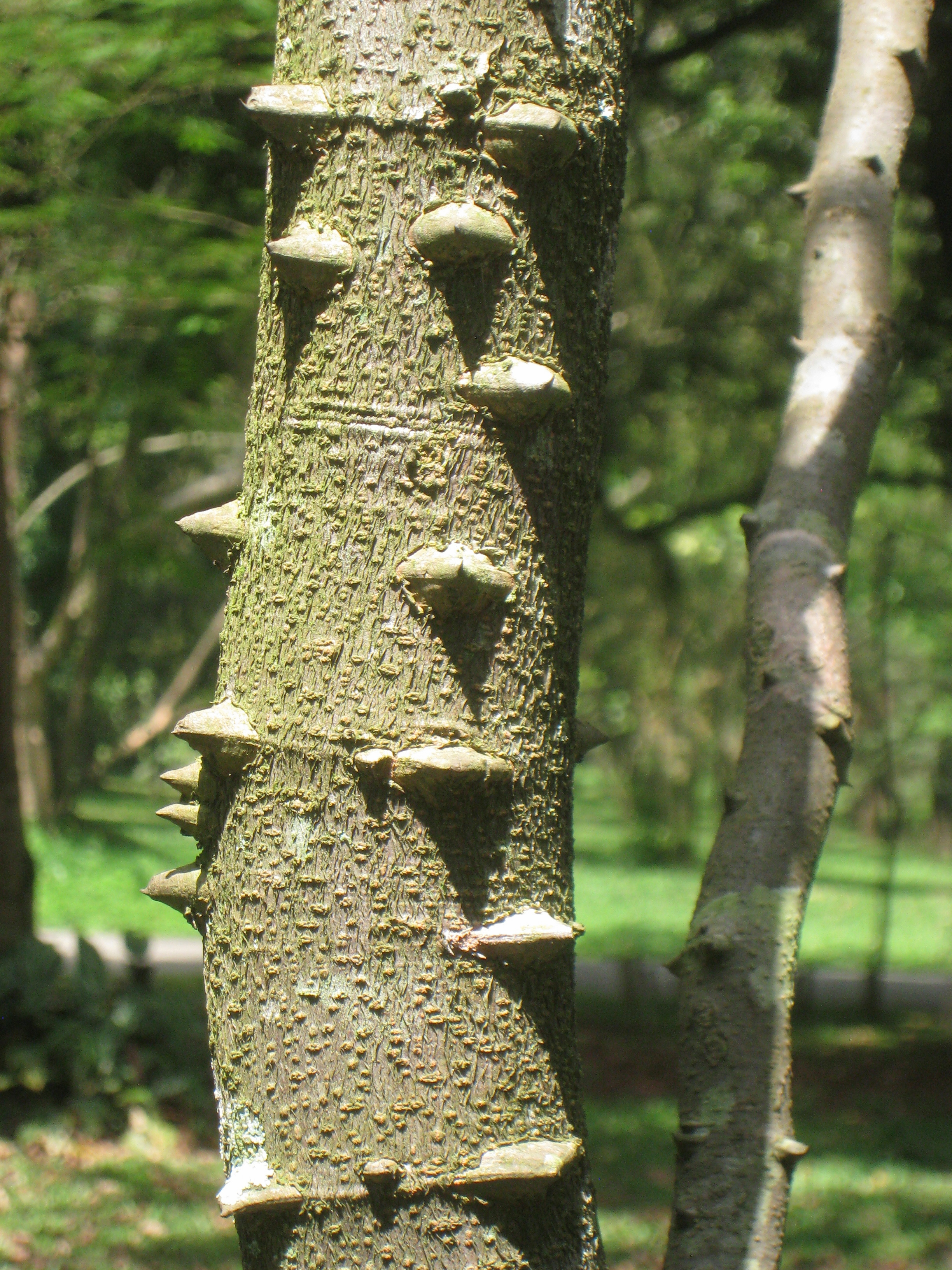
Brezylka ciernista

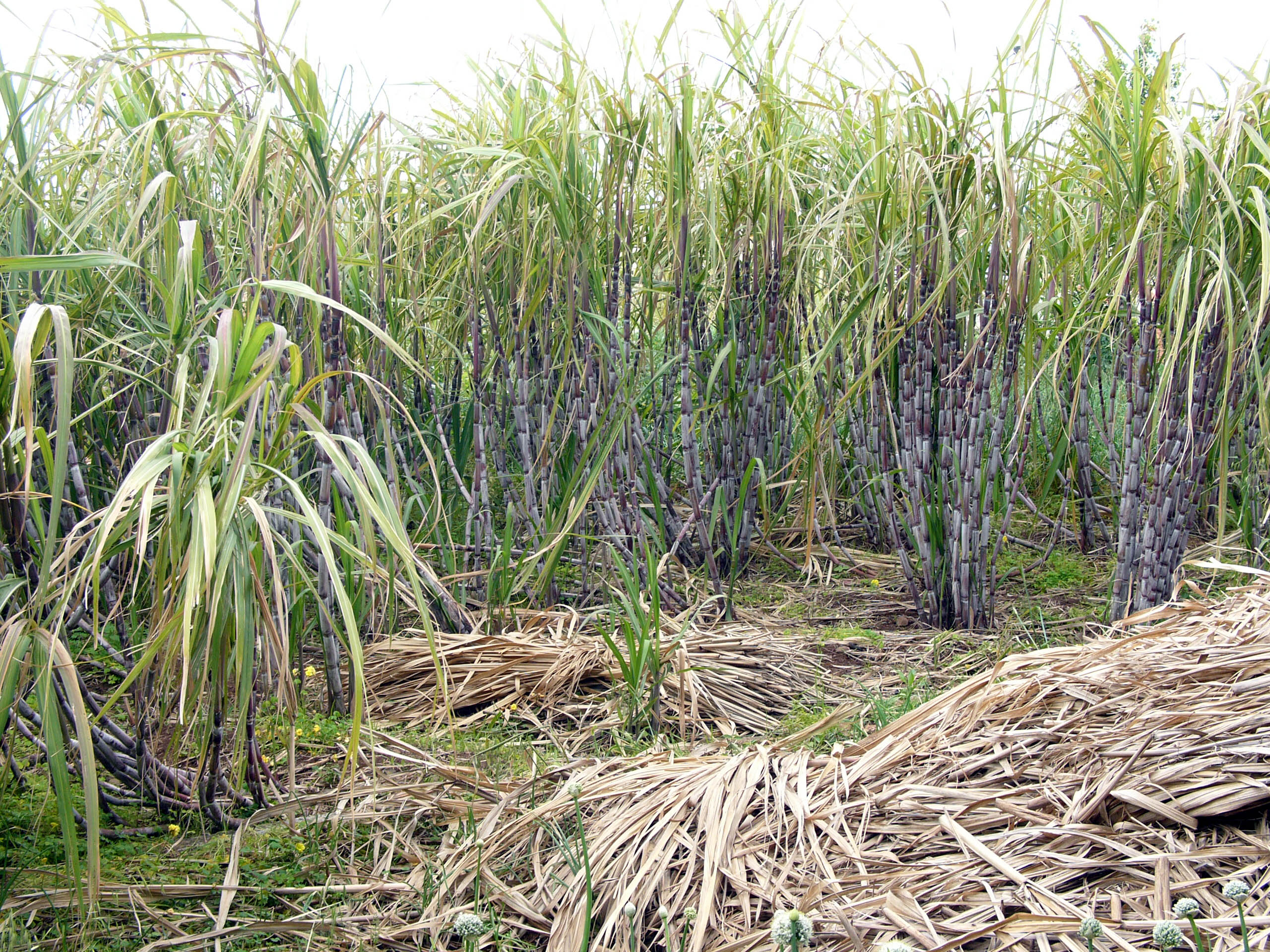
Plantacja trzciny cukrowej

Zadanie okazało się niezwykle trudne i tylko dziesięć kapitanii zostało zasiedlonych jeszcze w XVI wieku. Jedynie dwie odniosły bezsporny sukces jeszcze przed 1550 (São Vicente i Pernambuco), a z pozostałych trzy szybko podupadły (São Tomé, Maranhão–Rio Grande i Bahia). Podstawowym problemem okazało się pozyskanie osadników, z których sporą część stanowili tzw. degredados, czyli zwykli kryminaliści. Nie bez znaczenia pozostawała również kwestia zarządzania i finansowania.
Kolejną przeszkodą okazały się relacje z tubylcami. Podczas gdy w okresie wcześniejszym nastawienie obydwu stron było przyjazne, próba przymuszenia Indian do pracy na roli wywołała ich sprzeciw i agresję.
Nie zażegnawszy zagrożenia ze strony Francji w 1548 Jan III powołał Gubernatora Generalnego Brazylii. Jego zadaniem było ustanowienie bardziej scentralizowanej administracji, koordynującej również działania kapitanii. Nie oznaczało to jednak całkowitej rezygnacji z tej formy zarządzania, a niektóre z domen przetrwały aż do XVIII wieku.
| Kapitania                                                  | Donatário                       |
| ---------------------------------------------------------- | ------------------------------- |
| Kapitania Maranhão (1. część)                              | Fernão Aires i João de Barros   |
| Kapitania Maranhão (2. część)                              | Fernando Álvares de Andrade     |
| Kapitania Ceary                                            | Antônio Cardoso de Barros       |
| Kapitania Rio Grande                                       | João de Barros / Aires da Cunha |
| Kapitania Itamaracá                                        | Pero Lopes de Sousa             |
| Kapitania Pernambuco                                       | Duarte Coelho Pereira           |
| Kapitania Bahii (Baía de Todos os Santos)                  | Francisco Pereira Coutinho      |
| Kapitania Ilhéus                                           | Jorge de Figueiredo Correia     |
| Kapitania Porto Seguro                                     | Pero Campos de Tourinho         |
| Kapitania Espírito Santo                                   | Vasco Fernandes Coutinho        |
| Kapitania São Tomé                                         | Pero de Góis da Silveira        |
| Kapitania São Vicente – 1. część (od Parati do Cabo Frio)  | Martim Afonso de Sousa          |
| Kapitania Santo Amaro (od Bertioga do Parati)              | Pero Lopes de Sousa             |
| Kapitania São Vicente – 2. część (od Cananéia do Bertioga) | Martim Afonso de Sousa          |
| Kapitania Santana (od Cananéia do Laguna)                  | Pero Lopes de Sousa             |